# Giải quần vợt Wimbledon 2023 - Đôi nữ khách mời
Kim Clijsters và Martina Hingis là đương kim vô địch và bảo vệ thành công danh hiệu, đánh bại Cara Black và Caroline Wozniacki trong trận chung kết, 6–1, 7–5.

## Kết quả

### Từ viết tắt
| - Q = Vòng loại - WC = Đặc cách - LL = Thua cuộc may mắn - Alt = Thay thế - SE = Miễn đặc biệt | - PR = Bảo toàn thứ hạng - w/o = Thắng nhờ đối thủ rút lui trước trận đấu - r = Bỏ cuộc giữa trận đấu - d = Bị xử thua - SR = Xếp hạng đặc biệt |

### Chung kết
|  | Chung kết |                               |   |   |  |  |
|  |           |                               |   |   |  |  |
|  | A1        | Cara Black Caroline Wozniacki | 1 | 5 |  |  |
|  | B1        | Kim Clijsters Martina Hingis  | 6 | 7 |  |  |

### Bảng A
|    |                                         | Black Wozniacki               | Hantuchová Robson | King Shvedova            | Li O'Brien Radwańska          | RR T–B | Set T–B | Game T–B | Xếp hạng |
| A1 | Cara Black Caroline Wozniacki           |                               | 6–1, 1–6, [10–8]  | 6–4, 6–3                 | 2–6, 6–2, [10–6] (v/ O'Brien) | 3–0    | 6–2     | 29–22    | 1        |
| A2 | Daniela Hantuchová Laura Robson         | 1–6, 6–1, [8–10]              |                   | 0–6, 6–1, [3–10]         | 6–3, 6–2 (v/ Li)              | 1–2    | 4–4     | 25–21    | 3        |
| A3 | Vania King Yaroslava Shvedova           | 4–6, 3–6                      | 6–0, 1–6, [10–3]  |                          | 6–1, 3–6, [10–4] (v/ Li)      | 2–1    | 4–4     | 25–25    | 2        |
| A4 | Li Na Katie O'Brien Agnieszka Radwańska | 6–2, 2–6, [6–10] (v/ O'Brien) | 3–6, 2–6 (v/ Li)  | 1–6, 6–3, [4–10] (v/ Li) |                               | 0–3    | 2–6     | 20–31    | 4        |

### Bảng B
|    |                                      | Clijsters Hingis | Konta Mirza   | Petkovic Rybáriková | Schiavone Vinci | RR T–B | Set T–B | Game T–B | Xếp hạng |
| B1 | Kim Clijsters Martina Hingis         |                  | 6–4, 6–1      | 6–3, 6–2            | 6–4, 6–3        | 3–0    | 6–0     | 36–17    | 1        |
| B2 | Johanna Konta Sania Mirza            | 4–6, 1–6         |               | 6–3, 7–6(8–6)       | 6–4, 7–6(7–2)   | 2–1    | 4–2     | 31–31    | 2        |
| B3 | Andrea Petkovic Magdaléna Rybáriková | 3–6, 2–6         | 3–6, 6–7(6–8) |                     | 4–6, 2–6        | 0–3    | 0–6     | 20–37    | 4        |
| B4 | Francesca Schiavone Roberta Vinci    | 4–6, 3–6         | 4–6, 6–7(2–7) | 6–4, 6–2            |                 | 1–2    | 2–4     | 29–31    | 3        |